# ОФК шампионат у фудбалу за жене 2022. група Б
Група Б ОФК Купа женских нација 2022. је други од три групе у групној фази ОФК Купа нација за жене 2022. који се одржао од 14. јула 2022. до 20. јула 2022. године. Групно такмичење су чиниле Папуа Нова Гвинеја, Тахити и Вануату. Прва два тима су се аутоматски квалификовала међу првих осам репрезентације нокаут фазе, док се треће место компаративно оцењује са осталим трећепласираним тимовима на основу система фудбалских рангирања за последња два места.

## Teams
| Жреб позиција | Екипа                | Шешир | Финално учешће | Најбољи резултат                  | ФИФА рангирање |
| ------------- | -------------------- | ----- | -------------- | --------------------------------- | -------------- |
| Б1            | Папуа Нова Гвинеја   | 1     | 10.            | Другопласирани (2007, 2010, 2014) | 49             |
| Б2            | Француска Полинезија | 2     | 3.             | Групна фаза (2010, 2018)          | 104            |
| Б3            | Вануату              | 3     | 2.             | Групна фаза (2010)                | 121            |

## Табела
| Pos | Тим                  | О | П | Н | И | ГД | ГП | ГР | Бод. | Qualification |
| --- | -------------------- | - | - | - | - | -- | -- | -- | ---- | ------------- |
| 1   | Папуа Нова Гвинеја   | 2 | 2 | 0 | 0 | 5  | 2  | +3 | 6    | Нокаут фаза   |
| 2   | Француска Полинезија | 2 | 0 | 1 | 1 | 1  | 2  | −1 | 1    | Нокаут фаза   |
| 3   | Вануату              | 2 | 0 | 1 | 1 | 1  | 3  | −2 | 1    |               |

## Утакмице

### Ванату и Папуа Нова Гвинеја
| Вануату            | 1 : 3                          | Папуа Нова Гвинеја                               |
| ------------------ | ------------------------------ | ------------------------------------------------ |
| Ванеса Келетиа 71’ | Извештај (ФИФА) Извештај (ОФК) | - Мери Каипу 34’ - Падио 76’ - Чарли Јандинг 79’ |

### Папуа Нова Гвинеја и Тахити
| Папуа Нова Гвинеја                     | 2 : 1                          | Француска Полинезија       |
| -------------------------------------- | ------------------------------ | -------------------------- |
| - Падио 28’ (пен.) - Меган Гунемба 83’ | Извештај (ФИФА) Извештај (ОФК) | - Тахија Тамари 90’ (пен.) |

### Тахити и Ванату
| Француска Полинезија | 0 : 0                          | Вануату |
| -------------------- | ------------------------------ | ------- |
|                      | Извештај (ФИФА) Извештај (ОФК) |         |

## Правила
Фер-плеј бодови би били коришћени као тај-брејк у групи да су укупни и међусобни рекорди тимова били изједначени, или да су тимови имали исти рекорд у рангирању трећепласираних тимова. Они су израчунати на основу жутих и црвених картона добијених у свим групним утакмицама на следећи начин:[5]:
- жути картон = 1 бод
- црвени картон као резултат два жута картона = 3 бода
- директан црвени картон = 3 бода
- жути картон праћен директним црвеним картоном = 4 бода

| Екипа                | 1 утакмица  | 1 утакмица                    | 1 утакмица | 1 утакмица             | 2 утакмица  | 2 утакмица                    | 2 утакмица | 2 утакмица             | Бодови |
| Екипа                | Жути картон | Yellow card · Yellow-red card | Red card   | Yellow card · Red card | Жути картон | Yellow card · Yellow-red card | Red card   | Yellow card · Red card | Бодови |
| -------------------- | ----------- | ----------------------------- | ---------- | ---------------------- | ----------- | ----------------------------- | ---------- | ---------------------- | ------ |
| Папуа Нова Гвинеја   |             |                               |            |                        | 1           |                               |            |                        | –1     |
| Француска Полинезија | 2           |                               |            |                        |             |                               |            |                        | –2     |
| Вануату              |             |                               |            |                        | 3           |                               |            |                        | –3     |